# 灯鳉属未命名物种“奈瓦沙”
灯鳉属未命名物种“奈瓦沙”（Aplocheilichthys sp. nov. ’Naivasha’）是一种肯尼亚奈瓦沙湖特有的一种已灭绝灯鳉，它们约在1970年代或1980年代消失。外来物种造成的竞争和捕食可能是它们灭绝的原因。